# Uroš Barič
Uroš Barič, né en 1987 à Sežana en Slovénie, est un guitariste classique slovène.

## Biographie
Uroš Barič, né en 1987 à Sežana en Slovénie, prépare son master à l'Académie de musique et des arts du spectacle de Vienne, qu'il obtient avec les honneurs en 2011, avec Álvaro Pierri. 
Durant ses études, il remporte plusieurs prix aux concours internationaux de jeunes musiciens, dont le premier prix au Concours européen de  guitare classique Enrico Mercatali en 2004 et le second prix  au Concours international “Città di San Bartolomeo al mare” en 2005.

## Discographie
- 2014 : Fernando Sor
- 2017 : Baroque Music, Works by Bach, Zamboni, Scarlatti and Kapsberger (Baros Records)[2]